# Ballistura crassicauda
Ballistura crassicauda är en urinsektsart som beskrevs av Tycho Fredrik Hugo Tullberg 1871. Ballistura crassicauda ingår i släktet Ballistura, och familjen Isotomidae. Arten är reproducerande i Sverige.